# Nokoni
Nokoni (Detsanayuka, /Detsanayuka =  'bad campers' /, jedna od glavnih skupina Comancha, isprva nazivani imenom Nokoni (=  'wandwerers' , ili  'They who go out and return again' ), a kasnije su ga nakon smrti njihovog poglavice (Peta Nocona) izmijenili u Detsanyuka. Quanah Parker, sin Pete Nocone i Cynthie Ann parker, najpoznatiji je ratni vođe Komanča. Detsanyuke su 1847. imali 1.750 duša i 250 šatora, no kasnije im broj pada, pa ih je 1869. bilo 312, a 1872., 250. Današnje brojno stanje nije poznato, a potomci im žive u Oklahomi pod kolektivnim imenom Komanča.

## Vanjske poveznice
- The Nokonah Austin Texas  Arhivirana inačica izvorne stranice od 15. siječnja 2008. (Wayback Machine)
- Comanche Indian Bands, Gens and Clans  Arhivirana inačica izvorne stranice od 26. travnja 2008. (Wayback Machine)
- Horseback - Nokoni Comanche (foto)[neaktivna poveznica]